# Myriwka (obwód chmielnicki)
Myriwka (ukr. Мирівка) – wieś na Ukrainie, w obwodzie chmielnickim, w rejonie chmielnickim, w hromadzie Wołoczyska. W 2001 liczyła 410 mieszkańców, spośród których 396 wskazało jako ojczysty język ukraiński, 13 rosyjski, a 1 inny.